# Clark Mills
Clark Mills (13 de diciembre de 1810 - 12 de enero de 1883) fue un escultor estadounidense, conocido por cuatro versiones de una estatua ecuestre de Andrew Jackson, ubicada en Washington D. C., con réplicas en Nashville, Tennessee, Jacksonville, Florida y en Nueva Orleans, Luisiana.

## Vida
Tenía un estudio en Charleston, Carolina del Sur y Washington D. C., en 15th Street y Pennsylvania Avenue. 
Tuvo tres hijos; se volvió a casar y tuvo una hijastra. Hubo alguna disputa sobre su voluntad.
Fue enterrado en el cementerio de Glenwood en Washington D. C..

## Trabajos
Tumba de Clark Mills en el cementerio de Glenwood en Washington D. C. En 1865 Mills hizo un molde de vida de la cabeza de Abraham Lincoln. En general, se considera que es inferior en calidad técnica al elenco de 1860 realizado por Leonard Volk, pero tiene la ventaja de mostrar el cráneo completo de Lincoln, no solo la cara como lo hace Volk. Una de las obras de Mills se encuentra en President's Park, también conocida como Lafayette Square, que se encuentra en el lado norte del pórtico de la Casa Blanca. La estatua de Andrew Jackson se inauguró el 8 de enero de 1853. Era un sábado en el 38 aniversario de la batalla de Nueva Orleans y, según un informe de un reportero de la Unión de Washington, veinte mil personas asistieron al parque y sus alrededores. El senador Stephen A. Douglas fue el orador principal en la inauguración. Hay otros tres cástines en Nueva Orleans, Jacksonville, Florida y Nashville, Tennessee.
A partir de 1860, la Estatua de la Libertad, que se encuentra en la cima del Capitolio de los Estados Unidos, fue construida en cinco secciones principales por Mills, cuya fundición de bronce estaba ubicada en las afueras de Washington.
Mills también capturó un momento tenso y crucial en la Guerra de Independencia de los Estados Unidos con la creación de una estatua ecuestre del teniente general George Washington en 1860. El Congreso encargó este trabajo en 1853 debido a la tremenda popularidad de la estatua ecuestre de Mills de Andrew Jackson. El elaborado alto pedestal que originalmente diseñó Mills, con tres niveles de paneles de relieves esculpidos y estatuas ecuestres más pequeñas de los generales de Washington, nunca se ejecutó debido a la falta de fondos adecuados.

## Honores
En la Segunda Guerra Mundial, el buque de la libertad de los Estados Unidos SS Clark Mills fue nombrado en su honor.
- Datos: Q2975653
- Multimedia: Clark Mills (sculptor) / Q2975653